# Червеночел кафяв лемур
Червеночелият кафяв лемур (Eulemur rufus) е вид бозайник от семейство Лемурови (Lemuridae). Видът е световно застрашен, със статут Уязвим.

## Разпространение и местообитание
Разпространен е в Мадагаскар.